# Pesca en Vanuatu

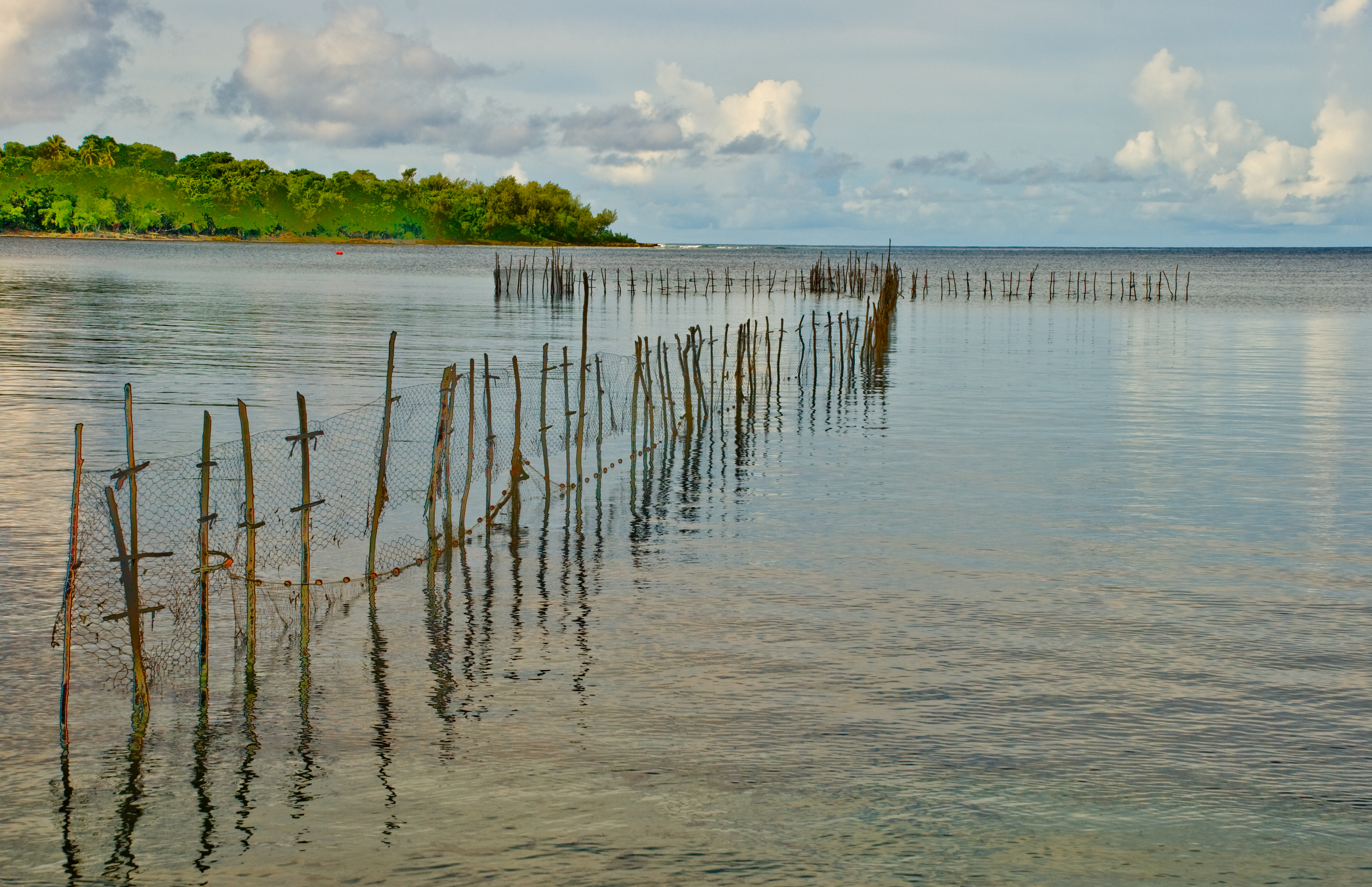
Trampa para peces, Pango, Efate

La pesca  en Vanuatu es una industria importante para la economía nacional de Vanuatu. Es la principal fuente de ingresos para muchos en las islas y la mayor exportación de Vanuatu. Según las cifras de 2009, aproximadamente el 77% de los hogares en Vanuatu están involucrados en actividades pesqueras. En el año 2005, Vanuatu capturó 151,080 de pescado en ese año, y el pescado congelado representó la mitad de las exportaciones de productos básicos de Vanuatu.

## Geografía
La República de Vanuatu está compuesta por 83 islas, separadas por grandes profundidades en el Océano Pacífico. Situadas geológicamente en el borde de la Placa del Pacífico, las masas terrestres de las islas alcanzan alturas de 5 m sobre la superficie, con sus fondos a profundidades de 1000 m a una distancia de 1 km de la costa —se denominan montañas submarinas—. Esta situación ha creado un entorno muy agradable para la pesca pelágica o en aguas abiertas, cerca de la costa del país.

## Aqqua fauna

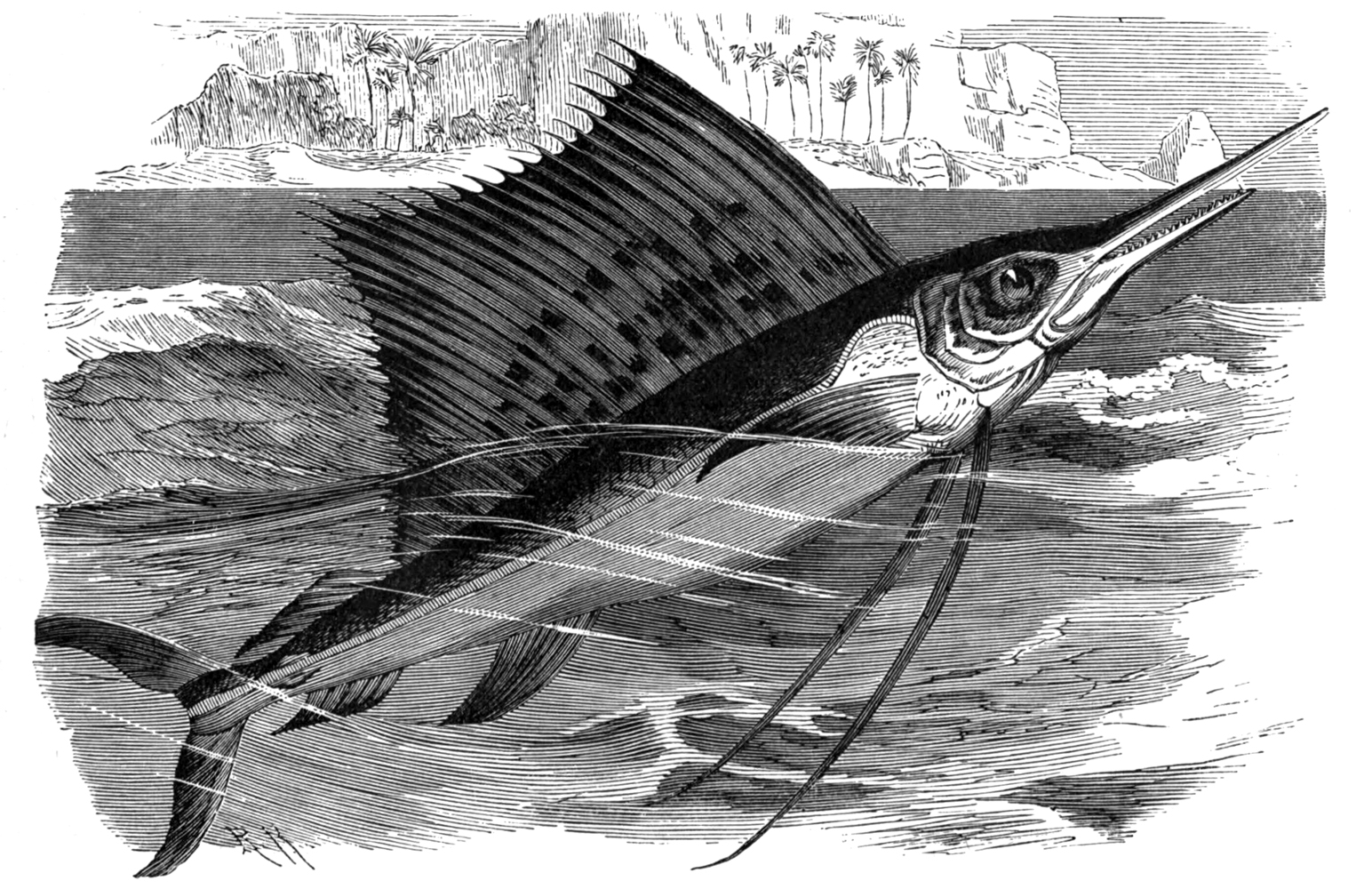
Grabado de un Pez vela del Pacífico.

Las áreas costeras de las islas Vanuatau albergan muchas especies de peces. Algunas de las principales especies son los peces de pico, incluyendo un amplio proyecto de ley de los pez espada, pez vela y marlín azul, así como el atún de aleta amarilla, la caballa española, el atún diente de perro, trucha de coral, wahoo, JobFish redbass, bonito, dorado, tiburones, atún barrilete, y los corredores del arco iris.

## Industria

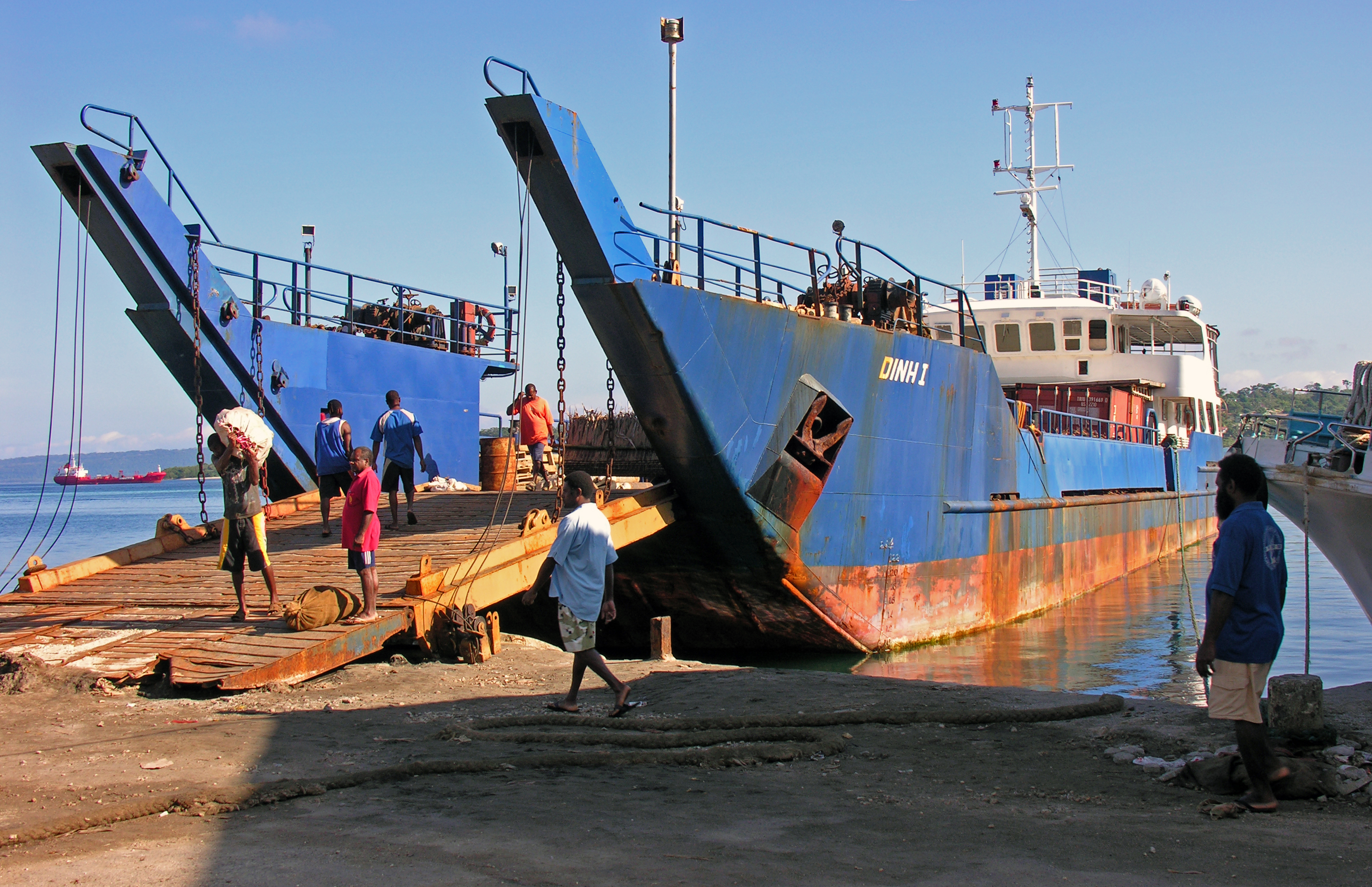
Ferries en Vanuatu.

Según las cifras de 2009, aproximadamente el 77% de los hogares en Vanuatu están involucrados en actividades pesqueras. Según las cifras de 2005, Vanuatu capturó 151,080 peces en ese año; con el pescado congelado representando la mitad de las exportaciones de productos básicos del país. La pesca comercial en Vanuatu se realiza tanto en barcos locales de pesca de fondo profundo como en barcos de pesca deportiva para la pesca manual de fondo profundo y el arrastre de especies pelágicas. Aparte de las islas pequeñas, los sitios principales para la subsistencia y la pesca comercial costera son Port Vila, Luganville, Espíritu Santo y Malakula. Las islas Port Vila es el puerto de mayor importancia comercial, con la mayoría de productos comerciales que pasan por el puerto. En 1999, alrededor del 80% de todas las capturas comerciales (180 toneladas) se desembarcaron aquí; La pesca de subsistencia, que totalizó 2.700 toneladas, no pasó por ningún puerto importante en particular.
Según los informes de la FAO de 1999, los desembarques de subsistencia y la pesca comercial costera fueron del orden de 2700 toneladas métricas y 230 toneladas métricas, respectivamente. Las capturas se descargan principalmente en Port Vila. Además, los buques con base en el extranjero también operaron con capturas de 118 toneladas métricas, registradas durante el año 2000. [4] Las estimaciones del consumo de pescado en Vanavatu en los últimos años indican un nivel de consumo en el rango de 15.9 a 25.7 kg por persona y por año. Considerando un aumento en la población entre 1999 y 2025, el requerimiento estimado de pescado es de 7,500 tm para 2025.
La acuicultura también es importante y Vanuatu tiene muchas granjas. Con el stock salvaje de almejas gigantes agotadas, el país ha buscado inversores en el cultivo de la especie. El gobierno está preparado para ofrecer beneficios fiscales para los inversores extranjeros en esta industria, así como en la cultura de los camarones. Otras oportunidades para la piscicultura que están siendo consideradas incluyen el camarón, así como la leche de pescado, langostinos, ostras y salmonetes.

## Legislación y gestión
Las pesquerías en Vanuatu son administradas por el Departamento de Pesca bajo la Ley de Pesca (Enmienda) No. 2 de 1989, aunque esta ley ha sido revisada desde entonces. Se han promulgado leyes legales detalladas tales como la Ley de Pesca (1982), la Ley de Zonas Marítimas de 1981 y las Regulaciones Pesqueras de 1983 y muchas otras leyes complementarias para la pesca comercial, tanto de embarcaciones locales como extranjeras, que están vigentes.
Todas las actividades marinas en Vanuatu deben cumplir con la ley, que incluye la adquisición de una licencia de pesca del departamento. Desde 1983, Vanuatu ha participado en el programa de pesca artesanal y subsistencia en cooperación con el Departamento de Pesca y ORSTOM. Desde 1990, ha habido un retorno hacia el cierre de ciertas áreas de pesca o el rechazo voluntario de capturar ciertas especies en diversas épocas del año para promover la conservación y aumentar las reservas de peces.  A partir de 2007, una licencia cuesta $ 11,000 dólares al año.
Al intentar promover el desarrollo sostenible y cooperar con otras pesquerías en la región del Pacífico, el gobierno está revisando un plan de desarrollo de acuicultura y un Plan de Manejo del Atún o una Política Nacional para la Pesca de Atún con la asistencia del Programa Canadiense de Desarrollo del Océano Pacífico Sur (CSPOD). En virtud del Plan de Manejo del Atún, al Departamento de Pesca, la Autoridad Marítima de Vanuatu (VMA), el Ala Marítima de la Policía y la Oficina de Derecho del Estado se les ha confiado la responsabilidad de hacer cumplir dicho plan. La pesca comercial se realiza de acuerdo con los planes de manejo definidos, mientras que en el caso de las pesquerías de subsistencia y en las aldeas, la responsabilidad del manejo se confía a las comunidades locales.

## Pesca deportiva
El Departamento de Aduanas es responsable de los barcos deportivos y de pesca que operan en Vanuatu. La pesca deportiva en el país ha sufrido una gran inversión en los últimos años para promover el turismo. Los paquetes de pesca de arrecifes e incluyen equipos de alta tecnología, con opciones de viaje de un día o tabla de liveaboard. Cuando la pesca deportiva es para el diente de perro, el atún aleta amarilla o el wahoo, la captura se etiqueta y se libera o se proporciona a los aldeanos locales. Otras opciones de pesca incluyen langostinos y anguilas en los ríos, la pesca submarina para peces verdes, el buceo para cangrejos de río; o el viaje a los lagos del cráter para gambas y anguilas.

## Papel de la mujer
Las mujeres desempeñan un papel proactivo en las operaciones de pesca, junto con los hombres, principalmente en las aguas poco profundas cercanas a la costa. Trabajan en la captura de peces costeros como un requisito esencial de subsistencia. Con el uso de gilnets, capturan Mangrou, que está en demanda, y también pepinos de mar, cangrejos y ostras de manglar. En algunas islas, también están involucradas en el buceo para atrapar trochus. Como parte de la venta comercial de pescado, sus productos y su equipo de pesca, que es su punto fuerte, están involucrados en la recolección de conchas marinas, la captura de cangrejos de coco, la captura de langostas y el procesamiento del pepino de mar. En la sociedad dominada por los hombres, su papel no recibe igual reconocimiento.